# Barrläderskål
Barrläderskål (Cenangium acuum) är en svampart som beskrevs av Cooke & Peck 1877. Barrläderskål ingår i släktet Cenangium och familjen Helotiaceae.  Arten är reproducerande i Sverige. Inga underarter finns listade i Catalogue of Life.